# (195) Eurykleia
(195) Eurykleia ist ein Asteroid des äußeren Hauptgürtels, der am 19. April 1879 vom österreichischen Astronomen Johann Palisa an der Marine-Sternwarte Pola in Istrien entdeckt wurde.
Der Asteroid wurde benannt nach Eurykleia, Odysseus’ alter Amme. Als Odysseus nach zwanzig Jahren Abwesenheit als Bettler verkleidet nach Hause zurückkehrte, erkannte sie ihn an der Narbe einer Wunde, die ihm ein wilder Eber zugefügt hatte. Die Benennung erfolgte durch die Berliner Astronomen anlässlich der Versammlung der Astronomischen Gesellschaft im September 1879.

## Wissenschaftliche Auswertung
Aus Ergebnissen der IRAS Minor Planet Survey (IMPS) wurden 1992 erstmals Angaben zu Durchmesser und Albedo für zahlreiche Asteroiden abgeleitet, darunter auch (195) Eurykleia, für die damals Werte von 85,7 km bzw. 0,06 erhalten wurden. Eine Auswertung von Beobachtungen durch das Projekt NEOWISE im nahen Infrarot führte 2011 zu vorläufigen Werten für den Durchmesser und die Albedo im sichtbaren Bereich von 80,3 km bzw. 0,07. Nachdem die Werte nach neuen Messungen 2012 auf 93,1 km bzw. 0,05 korrigiert worden waren, wurden sie 2014 auf 85,4 km bzw. 0,06 geändert. Nach der Reaktivierung von NEOWISE im Jahr 2013 und Registrierung neuer Daten wurden die Werte 2015 zunächst mit 75,0 oder 80,0 km bzw. 0,05 angegeben und dann 2016 erneut korrigiert zu 75,5 km bzw. 0,06, diese Angaben beinhalten aber alle hohe Unsicherheiten.
Aus einer Zusammenarbeit des Observatoriums Borówiec in Polen mit einem internationalen Netzwerk von Observatorien konnte in einer Untersuchung von 2015 für (195) Eurykleia eine Rotationsperiode von 16,518 h abgeleitet werden. Aus archivierten Lichtkurven und weiteren Beobachtungen von (195) Eurykleia aus den Jahren 2001 bis 2017 wurde in einer Untersuchung von 2019 ein Gestaltmodell des Asteroiden für zwei alternative Rotationsachsen mit prograder Rotation berechnet. Für die Rotationsperiode wurde ein Wert von 16,52178 h gefunden, für den Durchmesser konnte mit Hilfe thermophysikalischer Modellierungen ein Wert von 87 ± 10 km sowie für die Albedo ein Wert von etwa 0,06 angegeben werden.
Zwischen 2012 und 2018 wurden mit der All-Sky Automated Survey for Supernovae (ASAS-SN) auch photometrische Daten von 20.000 Asteroiden aufgezeichnet. Auf mehr als 5000 davon konnte erfolgreich die Methode der konvexen Inversion angewendet werden, darunter auch (195) Eurykleia, für die in einer Untersuchung von 2021 ein verbessertes dreidimensionales Gestaltmodell für eine Rotationsachse mit prograder Rotation und einer Periode von 16,5219 h berechnet wurde.
Mit Daten von Gaia DR2 aus dem Zeitraum 24. September 2014 bis 30. Mai 2015 in Verbindung mit erdgebundenen Beobachtungen konnte dann in einer Untersuchung von 2022 eine Rotationsperiode von 16,527 h bestimmt werden. Aus archivierten Daten des Asteroid Terrestrial-impact Last Alert System (ATLAS) aus dem Zeitraum 2015 bis 2018 wurde in einer Untersuchung von 2022 mit der Methode der konvexen Inversion eine Rotationsperiode von 16,5218 h berechnet.